# Adil Kazim Dżawad
Adil Kazim Dżawad arab. جواد كاظم عدل., ang. 'Adil Kadhim (ur. w 1939 w Bagdadzie) – arabski dramatopisarz z Iraku. Stosuje wyszukany i nasycony emocją język, porusza głównie tematykę współczesną. Twórczość zbliżona do symbolizmu Kafki. Dramaty Tufan (Potop) 1966; Al-Chajt (Nić) 1970. Tłumaczony na wiele języków.